# Rachel Thompson
Rachel Thompson (ur. 24 marca 1964) – sierraleońska lekkoatletka, reprezentantka Sierra Leone na Letnich Igrzyskach Olimpijskich 1988 w biegu na 1500 metrów kobiet.
W drugim biegu eliminacyjnym zajęła ostatnie, czternaste miejsce z czasem 5:31,42. Był to najsłabszy rezultat wśród wszystkich uczestników biegu na 1500 m.